# Hole (Malá Fatra)
Hole (1466 m n. m.) je hora v Malé Fatře na Slovensku. Nachází se v rozsoše vybíhající severozápadním směrem z vrcholu Koniarky, od kterého je oddělena bezejmenným sedlem. Rozsocha se v těchto místech dělí na dvě větve: severní, která pokračuje přes Sedlo na Koni (1170 m) a bezejmennou kótu 1241 m k vrcholu Dlhý vrch (1016 m), a západní, která pokračuje přes vrchol Kuriková (1102 m), kde se láme k severozápadu, a Vysoký vrch (1050 m) k vrcholu Kykula (953 m). Jihozápadní svahy hory spadají do Belianske doliny (rozkládá se zde národní přírodní rezervace Prípor), severozápadní do údolí Malá Bránica a severovýchodní do údolí Veľká Bránica (zde se rozkládá národní přírodní rezervace Veľká Bránica).

## Přístup
- po zelené  turistické značce ze sedla Bublen nebo ze Sedla na Koni

## Externí odkazy

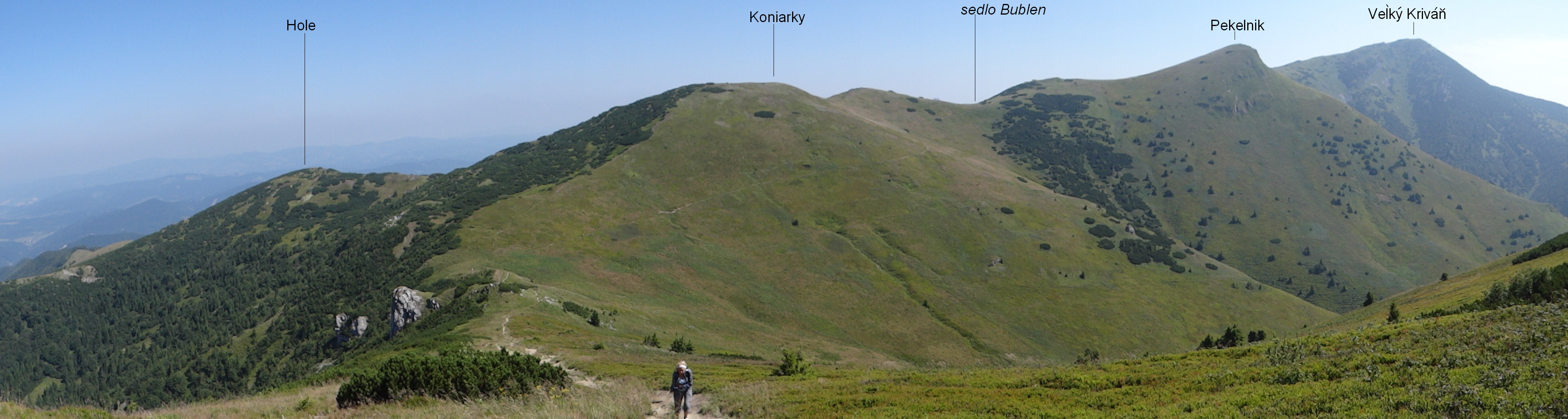
Hole vlevo